# 琉球民裁判所

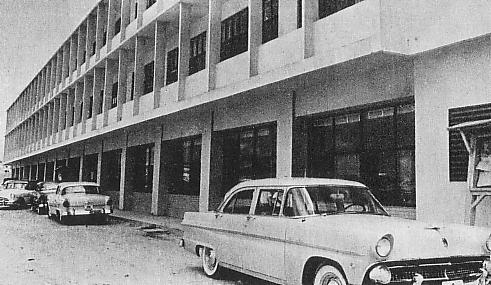
1955年頃の民裁判所庁舎

琉球民裁判所（りゅうきゅうみんさいばんしょ、Ryukyuan Courts）とは、復帰前の沖縄において、琉球政府のもとに構成された裁判所のことである。

## 概要
米国民政府布告第12号「琉球民裁判所制」によって創設された。上級審として「琉球上訴裁判所」、下級審として「巡回裁判所」「治安裁判所」が設置された。1967年に立法院より裁判所法（1967年立法第125号）が制定され、翌年より従来の民裁判所が「琉球高等裁判所」「地方裁判所」「家庭裁判所」「簡易裁判所」と日本の裁判所制度に合うように改組された。民裁判所では、旧日本法（刑法、民法、民事訴訟法等）や立法（刑事訴訟法等）に基づく裁判が行われたが、米国の安全・財産・利害に影響を及ぼす重大事件については、琉球列島高等弁務官の裁量により、米国民政府が独自に運営する米国民政府裁判所に移送することになっており、裁判権に一定の制約があった。

## 沿革

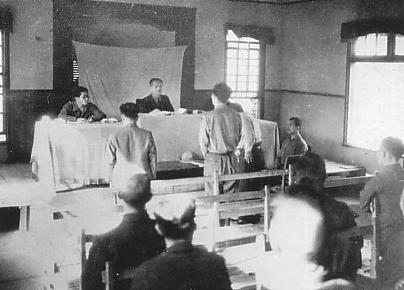
1946年頃の琉球民裁判所の法廷

- 1945年4月1日 上陸した米軍により、日本の司法権停止。
- 1946年3月1日 住民によって構成される占領後初の刑事裁判所「簡易裁判所」が設置される。
- 1946年10月1日 簡易裁判所が廃止され、新たに「区裁判所」「地方裁判所」「終審裁判所」が設置される。
- 1947年7月18日 「治安裁判所」が設置される。
- 1947年10月7日 区裁判所→巡回裁判所、地方裁判所→上級裁判所、終審裁判所→控訴裁判所にそれぞれ改称される。
- 1950年8月1日 従来の裁判所が廃止され、「琉球上訴裁判所」「巡回裁判所」「治安裁判所」が設置される。
- 1968年1月1日 従来の裁判所が廃止され、「琉球高等裁判所」「那覇地方裁判所」「那覇家庭裁判所」「簡易裁判所」が設置される。

## 各裁判所の権限

### 治安裁判所
- 刑事裁判の予審を行う。

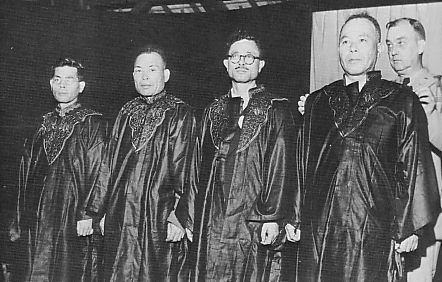
琉球民裁判所判事（上訴裁判所）

- 刑事裁判については、比較的軽微な犯罪の裁判を行う。
- 民事裁判については、5万B円以下の訴訟についての裁判を行う

### 巡回裁判所
- 治安裁判所の控訴審を行う。
- 治安裁判所の管轄外の全ての裁判の第一審の裁判を行う。
- 「家庭裁判所」としての裁判を行う。

### 琉球上訴裁判所
- 巡回裁判所の上告の裁判を行う。